# Jan Jiří Heinsch
Jan Jiří Heinsch, zapisován také jako Heintsch, něm. Johann Georg, (1647 v Kladsku – 1712 v Praze) byl českoněmecký malíř, představitel klasicistního proudu barokního malířství, ve své době známý jako "Pražský Apelles". Těžiště jeho díla tvoří náboženské obrazy od řádových objednavatelů. Jsou to oltářní obrazy, které se po josefínských reformách někdy dostaly do galerií, nebo také portréty řádových představených. Je známo okolo 150 obrazů jeho dílny, a vedle toho také obsáhlé grafické dílo.

## Život
Jan Jiří Heinsch se narodil v roce 1647 v rodině královského kancelisty Joachima Frantze Heinsche a jeho ženy Evy ve slezském Kladsku, které tehdy náleželo k zemím Koruny české. O Heinschově mládí a tvorbě do roku 1678 není nic známo. Zdá se ale pravděpodobné, že se malířskému umění vyučit u zakladatele české barokní malby Karla Škréty, žádné písemné prameny to ale přímo nedokládají. Roku 1679 Heinsch získal měšťanské právo v Praze na Starém městě, kde se také stal členem Staroměstského malířského cechu. V roce 1682 zakoupil dům U tří moždířů v Dlouhé třídě za 700 zlatých, o sedm let později ho ale opět prodal a usadil se na Malé Straně. Zde se stal členem Malostranského malířského cechu a vypracoval se až na "staršího představeného". Roku 1696 se se svou manželkou usadil v domě U Salátů v Nových alejích (Národní třídě) na Novém Městě proti kostelu Panny Marie Sněžné. Roku 1702 byl u sv. Mikuláše na Malé Straně pokřtěn jeho syn Jan Vilém. V témže roce Heinsch vstoupil do kláštera bosých augustiniánů v Bělé pod Bezdězem, ale ještě před koncem noviciátu z něj vystoupil. Později pro tento klášter maloval několik obrazů. 20. dubna 1704 byl pokřtěn jeho syn Jan Jiří, krátce poté ovšem zemřela jeho manželka Kateřina. Po smrti své první ženy 30. srpna roku 1704 znovu oženil se Sabinou Barborou Adlerovou. Z posledních let Heinschova života se dochovaly zprávy ze schůzek s jezuitskými prokurátory. Heinsch zemřel V Praze roku 1712, pohřben byl 7. října.

## Dílo
Heinsch pracoval téměř výhradně pro české a moravské objednavatele. Nejvíce zakázek dostával od jezuitů a křižovníků s červenou hvězdou. Tematický a duchovní vliv členů řádů, především jezuitů Bohuslava Balbína a Matěje Tannera a křižovníka Jana Františka Beckovského je také v Heinschových dílech patrný. Heinsch pracoval zejména pro pražské kostely, z mimopražských jsou pozoruhodné obrazy například u augustiniánů v České Lípě, v Novém Bydžově nebo v Brně.
Jeho první známou zakázkou byly portréty členů jezuitského řádu pro refektář Klementina. Jednalo se o 34 pláten, z kterých je dochován pouze portrét Václava Františka Libštejnského z Kolowrat. 
Kolem roku 1710 vytvořil kresebný návrh na sousoší sv. Františka Borgiáše a sv. Františka Xaverského pro Karlův most, které v trojrozměrné kompozici zpracoval Ferdinand Maxmilián Brokoff, ovšem se značnými změnami.
Michal Šroněk rozděluje Heinschovu tvorbu do tří vývojových fází, které charakterizuje následovně:
Konec 70. – konec 80. let 17. století
V díle se projevuje zejména vliv Karla Škréty, zejména jeho díla z 40.–50. let. Společné těmto dvěma malířům jsou psychologické vztahy mezi postavami. Jistý vliv spatřuje i v caravaggiovské syrovosti a manýristické krajinomalbě. Dominuje zájem o detail, v Heinschově díle se ale projevuje nedostatek smyslu pro kompozici.
Počátek 90. let 17. století
Pečlivě provedené detaily se v Heinschově tvorbě projevují i nadále, malba je ale hladší a figury, zejména ženské, jsou klasičtějšího typu. Světelné pojetí je kontrastnější a prostorově jsou kompozice jednodušší. Projevuje se vliv benátské malby 16. stol., příkladem může být Veronese. Do Heinschovy tvorby se z ní promítá monumentálnější pojetí figury a architektury. Byl také ovlivněn tvorbou M. V. Halbaxe, s kterým byl prokazatelně v kontaktu.
Po roce 1700
V této fázi se spojují dosavadní tendence Heinschovy tvorby. Stále přetrvává zájem o detail, pojetí obrazů je narativní s klasickým podáním figur v prostorově sjednocené, světlem dramatizované scéně.

## Práce pro církevní řády
Heinschovo dílo je výrazným způsobem spjato s aktivitou církevních řádů, zejména s jezuity a křižovníky s červenou hvězdou. Jedná se o řády, které se výrazně podílely na náboženské výchově a vzdělávání, kde významnou roli hrála výtvarná díla – divákovi srozumitelně  zprostředkovávala základní myšlenky křesťanské víry, stejně jako legendy světců. Z tohoto důvodu se výběr umělce pečlivě zvažoval tak, aby byl schopen plně vystihnout představy objednavatelů – v čemž Heinsch zjevně vynikal.

### Jezuité
Velká část Heinschova díla byla díla pro jezuitský řád, přičemž šlo ve většině případů o významné zakázky. Pro jezuity Heinchs pracoval již od počátku svého doloženého působení v Praze, je tedy velice pravděpodobné, že s řádem byl ve styku již dříve. Existuje několik hypotéz, jak se Heinsch dostal do styku s jezuitským řádem – podle jedné z nich se k jezuitům dostal skrze Bohuslava Balbína, člena jezuitského řádu, podle další z nich mohl kontakt zprostředkovat Jan Heinsch, člen Tovaryšstva působící v klementinské koleji, pocházející z Kladska, který snad mohl být příbuzný Jana Jiřího Heinsche. Kontakt mohl být také zprostředkován skrze Karla Škrétu, který mohl být přímo Heinschovým učitelem. Žádná z těchto hypotéz však není potvrzena.
V roce 1679 získal Heinsch zakázku na 34 portrétů členů jezuitského řádu pro refektář staroměstské koleje v Klementinu – jedná se o jeho vůbec první známou pražskou zakázku. Smlouvu k zakázce tehdy podepsal rektor Klementina Georgius Weis. Heinsch dodával obrazy až do roku 1683. Výběrem portrétovaných byl pověřen jezuitský historik a spisovatel Bohuslav Balbín.

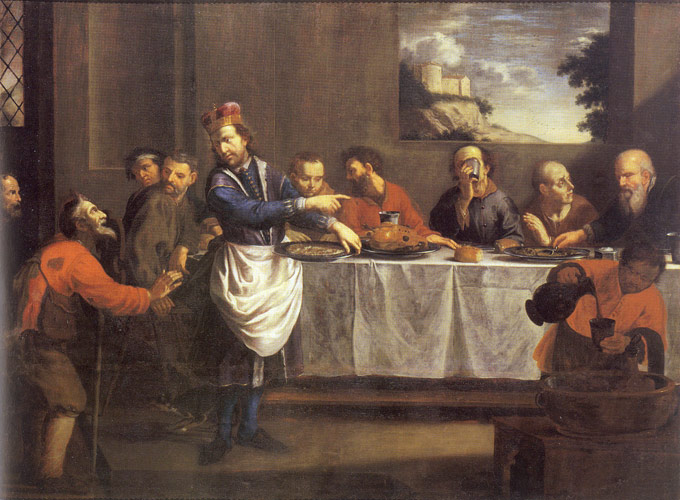
Svatý Václav přisluhuje u stolu chudým

V 80. letech 17. století dodával Heinsch obrazy i do kostelů a kaplí při rezidencích v Tuchoměřicích a Liběšicích, které spadaly pod pražskou staroměstskou kolej. V 80. a 90. letech dodal několik obrazů i do profesního domu u kostela sv. Mikuláše na Malé Straně a do přilehlého farního kostela sv. Václava. Byla mezi nimi například díla Sv. Václav přisluhuje u stolu chudým, Sv. Mikuláš uděluje almužny nebo Převezení těla sv. Václava z Boleslavi do Prahy. V době, kdy Heinsch pracoval na zakázkách pro profesní dům, byl ve funkci představeného profesního domu i ve funkci rektora novoměstské koleje (v letech 1682–1686) byl Matěj Tanner, je tedy možné, že iniciátorem těchto zakázek byl právě on. V letech 1687–1688 Heinsch dodal několik oltářních obrazů do kaplí jezuitského kostela sv. Ignáce na Novém Městě. Ke změně a rozšíření koncepce výzdoby kaplí mohlo dojít ještě za rektorátu Matěje Tannera, přímo doložená tato skutečnost ale není. Z nich se dodnes dochoval pouze obrazy sv. Ignáce s Nejsvětější Trojicí, menší obraz sv. Josefa a Glorifikace sv. Ignáce.
Jan J. Heinsch se také účastnil diskuze o podobě soch jezuitských světců, které byly umístěny na Karlův most v letech 1710–1711, přičemž vytvořil i několik návrhů.

### Křižovníci s červenou hvězdou
Heinsch začal pracovat pro křižovníky s červenou hvězdou v první polovině 90. let 17. století. Jeho první zakázkou byly tři lunety věnované sv. Janu Nepomuckému – Sv. Jan Nepomucký zpovídá královnu, Sv. Jan Nepomucký před králem Václavem a Svržení sv. Jana Nepomuckého z Karlova mostu. V roce 1696 následovala další série tří lunet, tentokrát ovšem věnované zakladatelce řádu Anežce Přemyslovně, dceři krále Přemysla Otakara I. Konkrétně se jednalo o vyobrazení Sv. Anežka Přemyslovna zakládá špitál, Sv. Anežka předává špitál křižovníkům a Sv. Anežka vstupuje do řádu sv. Kláry. Po roce 1700 následovaly zakázky na několik jednotlivých obrazů, pravděpodobně určených do prostor kláštera, mezi kterými stojí za zmínku například Kristus mezi anděly (Ecce homo). Stejně jako pro jezuitský řád, i pro řád křižovníků s červenou hvězdou namaloval portréty představitelů řádu – jednalo se o soubor deseti portrétů namalovaných roku 1707. Několik obrazů Heinsch dodal i do mimopražských kostelů spravovaných křižovníky, do Tachova a Chlumu Svaté Máří.

### Řeholní kanovníci sv. Augustina
Několik prací Jan Jiří Heinsch zhotovil mezi léty 1697–1707 i pro kanovníky sv. Augustiniana v Praze na Karlově. Nejprve se jednalo roku 1697 o dva protějškové obrazy Salvátora Lateránského a Panny Marie Karlovské. Obraz Panny Marie se ovšem stal předmětem sporu s pražským arcibiskupem Janem Josefem Breuerem, který obraz těhotné Matky Boží považoval za pohoršlivý. Spor ukončila až podpora císařovny Eleanory, která byla velkou ctitelkou Panny Marie Karlovské. Obraz se stal předlohou pro vytvoření sochy Panny Marie Karlovské (sochař Matěj Václav Jäckel, 1720).
Další zakázka pro Heinsche následovala až po 11 letech, kdy křižovníkům roku 1708 dodal dvojici obrazů Sv. Anny a Panny Marie s Ježíškem a Panny Marie kojící Ježíška. Autory koncepce výzodoby kostela byli opat Jan Václav Luňák a převor Václav Dvořák. Tato odmlka ve spolupráci ovšem nepřerušila Heinschovy styky s Karlovem – v roce 1704 zde byl oddán se svou druhou manželkou Sabinou Barbarou.

## Kresby
Mezi zakázkami Jana Jiřího Heinsche lze kromě obrazů nalézt i ilustrace ke spisům. Příkladem mohou být ilustrace ke spisům Matěje Tannera, které vydával v letech 1675–1701. Jednalo se o spisy představující významné osobnosti jezuitského řádu, které byly hojně doplňovány ilustracemi – v každé knize jejich počet dosahuje téměř 200. Tyto ilustrace pro něj navrhoval Karel Škréta a jeho následovník Jan Jiří Heinsch. Velké množství těchto kreseb dosud nebylo publikováno. Matěj Tanner je autorem čtyř spisů věnovaných jezuitskému řádu. Všechny jsou komponovány jako sbírky životopisných medailonků zasloužilých členů Tovaryšstva Ježíšova.
Spis Societas Jesu usque ad sanguinis et vitæ profusionem militans, in Europa, Africa, Asia, et America, contar Gentiles, Mahometanos, Judæos, Hæreticos, (...) z roku 1675 je zdoben mědiryty podle návrhu Karla Škréty. V roce 1683 byla kniha vydána v německém jazyce v rozšířeném vydání. Nově připojené medailonky ilustroval Heinsch. 
V roce 1694, po Tannerově smrti, byl vydán jeho spis Societas Jesu apostolorum imitatrix (...), představující pouze evropské Tovaryšstvo. V tomto spisu již výrazně převažují rytiny podle Heinschova návrhu – tři ilustrace navrhl Carel Prévost. Rytiny z tohoto spisu byly vydány v klementinské tiskárně v nedatovaném tisku ve třech odlišných exemplářích. Jeden je uložen v Österreichische Nationalbibliothek ve Vídni, další v knihovně kláštera premonstrátů v Praze na Strahově a třetí z nich je uchován v soukromé pražské sbírce, dříve byl ovšem majetkem Zemského archivu v Brně.
Heinsch také vytvořil návrhy k několika univerzitním tezím. 

#### Rytiny k Tarnerrovým spisům

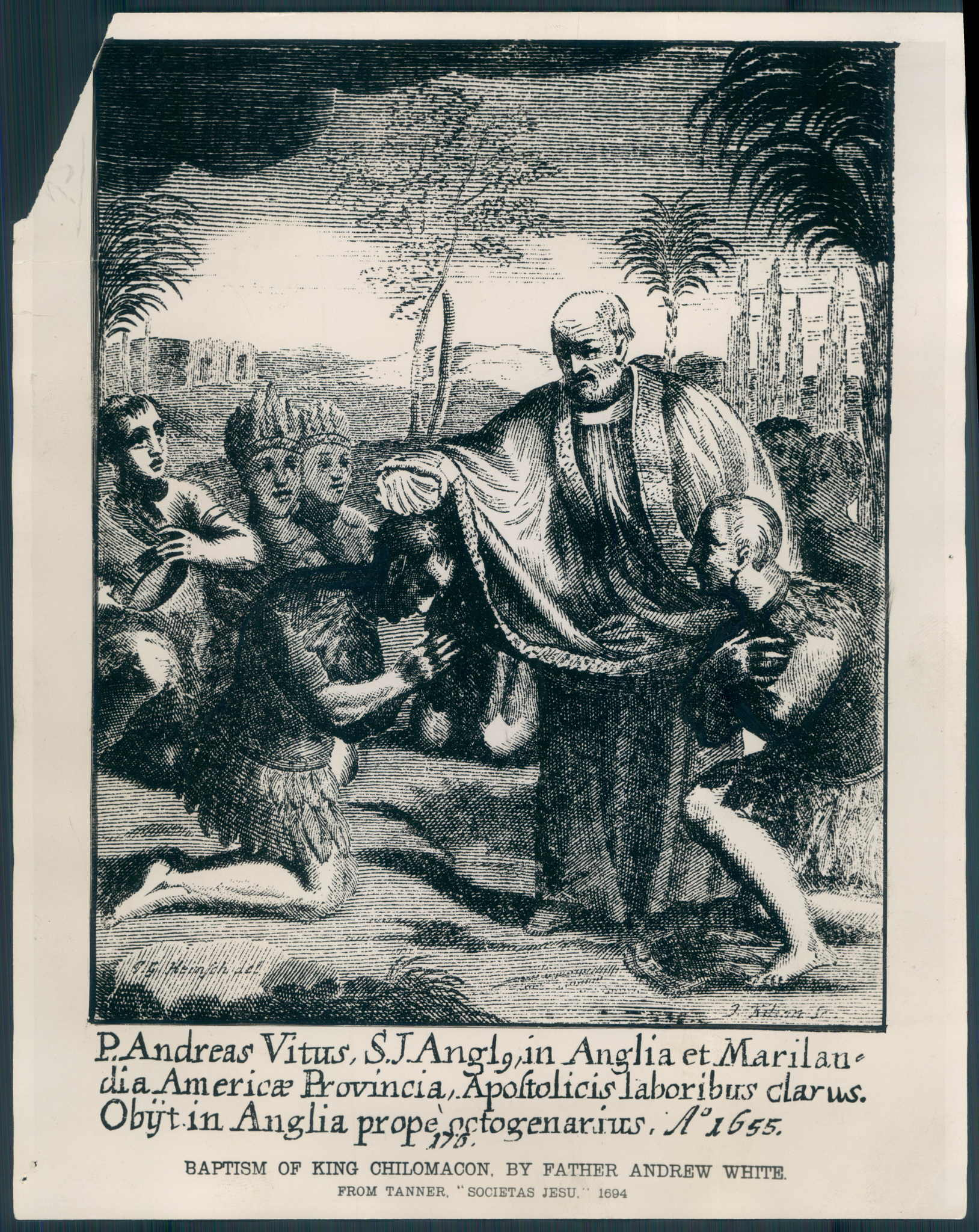
Andreas Vitus
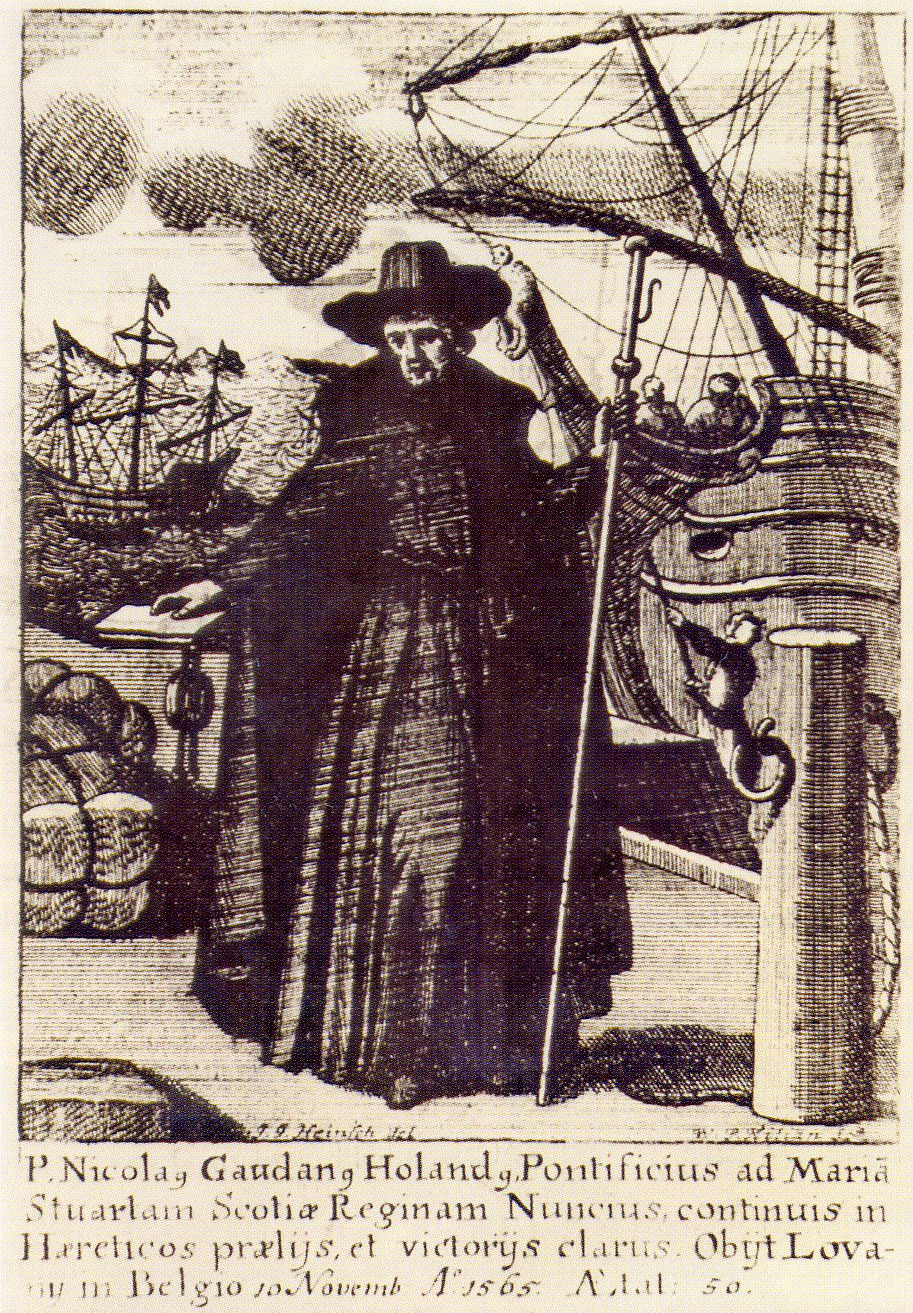
Nicolaas Goudanus
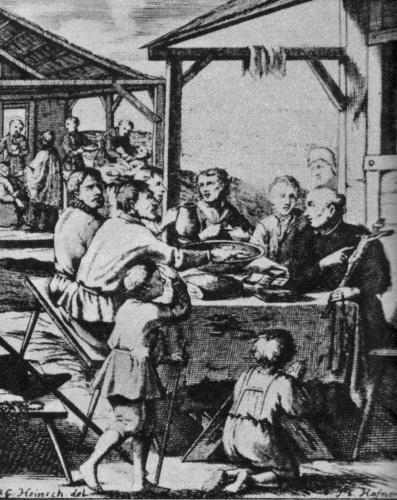
B. Bridel

## Soupis díla

### 80. léta 17. století
- 1679–1689: Václav František Libštejnský z Kolowrat, olej na plátně, Okresní muzeum v Kladně
- 1683: Bohuslav Balbín, olej na plátně, Národní muzeum v Praze
- Kolem r. 1683: Sv. Vít, olej na plátně, hlavní oltář kostela sv. Víta v Tuchoměřicích
- Kolem r. 1683: Sv. Václav mezi anděly, olej na plátně, nástavec oltáře v kostele sv. Víta v Tuchoměřicích
- 1683: Sv. Agáta, olej na plátně, původně na bočním oltáři v kostele sv. Víta v Tuchoměřicích, dnes obraz nezvěstný
- 1683: Klanění pastýřů, olej na plátně, původně na bočním oltáři v kostele sv. Víta v Tuchoměřicích, dnes obraz nezvěstný
- Asi po roce 1680 nebo 90. léta 17. století: Klanění pastýřů, olej na plátně, klenotnice chrámu sv. Petra v Budišíně
- Asi po roce 1680 nebo 90. léta 17. století: Nanebevzetí Panny Marie, olej na plátně, klenotnice chrámu sv. Petra v Budišíně
- Počátek 80. let 17. stol.: Nanebevzetí Panny Marie, olej na plátně, hlavní oltář kostela Nanebevzetí Panny Marie v Libešicích
- Počátek 80. let 17. stol.: Sv. Florián, olej na plátně, depozitář fary kostela Nanebevzetí Panny Marie v Libešicích
- Počátek 80. let 17. stol.: Sv. Vavřinec, olej na plátně, depozitář fary kostela Nanebevzetí Panny Marie v Libešicích
- 1683: Umučení sv. Vavřince, olej na plátně, hlavní oltář kostela sv. Vavřince v Novém Bydžově
- 1683: Korunování Panny Marie, olej na plátně, nástavec hlavního oltáře kostela sv. Vavřince v Novém Bydžově
- Asi 1683: Sv. Ignác uzdravuje nemocné dítě, olej na plátně, děkanský úřad Nový Bydžov
- Po roce 1683 nebo před rokem 1700: Umučení sv. Vavřince, olej na plátně, sakristie kostela sv. Vavřince ve Zbraslavicích u Kutné Hory
- 1684: Kristus po postu obsluhován anděly, olej na plátně, Královská kanonie premonstrátů na Strahově
- 1685: Sv. Václav přisluhuje u stolu chudým, olej na plátně, Galerie moderního umění Roudnice nad Labem
- 1685: Sv. Mikuláš uděluje almužny, olej na plátně Galerie moderního umění Roudnice nad Labem
- 80. léta 17. stol.: Sv. Ignác z Loyoly, olej na plátně, z majetku Arcibiskupství pražského zapůjčeno do Národní galerie v Praze
- 80. léta 17. stol.: Sv. František Xaverský, olej na plátně, z majetku Arcibiskupství pražského zapůjčeno do Národní galerie v Praze
- 80. léta 17. stol.: Sv. František Borgiáš, olej na plátně, z majetku Arcibiskupství pražského zapůjčeno do Národní galerie v Praze
- 80. léta 17. stol.: Sv. Alois Gonzaga, olej na plátně, z majetku Arcibiskupství pražského zapůjčeno do Národní galerie v Praze
- 1685: Sv. Josef s Ježíškem, olej na plátně, chrám Panny Marie před Týnem, Staré Město pražské
- 1687: Sv. Antonín Paduánský, olej na plátně, kaple sv. Antonína Paduánského v bývalém františkánském klášteře v Hájku u Prahy
- 1687: Sv. Starosta, olej na plátně, boční oltář kostela sv. Tomáše v Brně
- 1687: Sv. Ignác s Nejsvětější Trojicí, olej na plátně, kaple Nejsvětější Trojice v kostele sv. Ignáce v Praze
- 1687: Sv. Josef s Ježíškem, olej na plátně, nástavec oltáře sv. Jana Nepomuckého v kapli českých patronů v kostele sv. Ignáce v Praze
- 1688: Glorifikace sv. Ignáce, olej na plátně, hlavní oltář kostela sv. Ignáce v Praze
- 1688: Sv. František Xaverský jako ochránce proti moru, olej na plátně, oltář kaple sv. Františka Xaverského na hřbitově bývalé jezuitské rezidence v Liběšicích, dnes deponován v Galerii výtvarného umění v Litoměřicích
- 1688: Panna Marie, olej na plátně, z nástavce oltáře kaple sv. Františka Xaverského v Liběšicích, dnes obraz nezvěstný
- 1688: Sv. Ignác, Sv. František Borgiáš, Sv. Stanislav Kostka, Sv. Alois Gonzaga, čtyři oválné obrázky na mědi, dnes nezvěstné
- 1689: Sv. František Xaverský křtí orientálního panovníka, olej na plátně, hlavní oltář bývalého jezuitského kostela sv. Františka Xaverského v Uherském Hradišti
- Asi 1688: Nanebevzetí Panny Marie, olej na plátně, kostel sv. Jiří na Pražském hradě
- 1688?: Nejsvětější Trojice, olej na plátně, nástavec oltáře v kapli Panny Marie, dnes sv. Anny v katedrále sv. Víta, sbírka Pražského hradu
- 80.–90. léta 17. stol.: Dvanáctiletý Ježíš v chrámě, olej na plátně, Národní galerie v Praze

### 90. léta 17. století
- 1691: Sv. František Serafínský, olej na plátně, Městské muzeum Velvary
- 1691: Sv. Antonín Paduánský, olej na plátně, Městské muzeum Velvary
- 90. léta 17. stol.: Sv. Antonín Paduánský, olej na plátně, kostel sv. Salvátora v Klementinu
- 90. léta 17. stol.: Sv. Prokop, olej na plátně, kostel sv. Prokopa v Jarošově nad Nežárkou
- Kolem r. 1690: Sv. Vojtěch, olej na plátně, hlavní oltář kostela sv. Vojtěcha v Sluhách u Prahy
- Před r. 1691: Rodokmen a příbuzenstvo Kristovo, olej na plátně, boční oltář kostela Panny Marie před Týnem v Praze na Starém Městě
- 1691: Příbuzenstvo Kristovo, olej na plátně, Moravská galerie v Brně
- 1691: Příbuzenstvo Kristovo, olej na plátně, bývalý jezuitský kostel Jména Ježíšova v Telči
- 90. léta 17. stol.: Příbuzenstvo Kristovo, olej na plátně, kaple sv. Anny ve Vykleticích
- 90. léta 17. stol.: Příbuzenstvo Kristovo, olej na plátně, Děkanský úřad v Žatci
- 90. léta 17. stol.: Přípitek sv. Václava archandělu Michaelovi, olej na plátně, kostel Panny Marie pod řetězem v Praze na Malé Straně
- 90. léta 17. stol.: Sv. Jan Nepomucký zpovídá královnu, olej na plátně, klášter křižovníků s červenou hvězdou v Praze u kostela sv. Františka
- 90. léta 17. stol.: Sv. Jan Nepomucký před králem Václavem, olej na plátně, klášter křižovníků s červenou hvězdou v Praze u kostela sv. Františka
- 90. léta 17. stol.: Svržění sv. Jana Nepomuckého z mostu, olej na plátně, klášter křižovníků s červenou hvězdou v Praze u kostela sv. Františka
- 90. léta 17. stol.: Sv. Vít, olej na plátně, obrazárna cisterciáckého kláštera ve Vyšším Brodě
- 1692: Ukřižovaný Kristus, olej na plátně, umístěn na zadní stěně skříně varhan v klášterním kostele obutých augustiniánů u kostela sv. Tomáše v Praze
- Počátek 90. let: Ukřižovaný Kristus se sv. Máří Magdalenou, olej na plátně, obraz pochází z augustiniánského kláštera u kostela sv. Tomáše v Praze, v 50. letech byl v soukromé sbírce
- 1692: Převezení těla sv. Václava z Boleslavi do Prahy, olej na plátně, kostel sv. Ignáce v Praze na Novém Městě
- 1695: Sv. Barbora a sv. Josef jako patroni umírajících, olej na plátně, Nagykanizsa, bývalý františkánský kostel
- 1695: Sv. Jan Křtitel předává kříž sv. Ivanovi, olej na plátně, hlavní oltář kostela sv. Jana Křtitele ve Svatém Janu pod Skalou
- 1696: Sv. Anežka Přemyslovna zakládá špitál, olej na plátně, Rytířský řád Křižovníků s červenou hvězdou v Praze
- 1696: Sv. Anežka Přemyslovna předává špitál křižovníkům, olej na plátně, Rytířský řád Křižovníků s červenou hvězdou v Praze
- 1696: Sv. Anežka Přemyslovna vstupuje do řádu klarisek, olej na plátně, Rytířský řád Křižovníků s červenou hvězdou v Praze
- 90. léta 17. stol.: Sv. Lukáš maluje Madonu, olej na plátně, Národní galerie v Praze
- 90. léta 17. stol.: Sv. Jan Evangelista, olej na plátně, Národní galerie v Praze
- 90. léta 17. stol.: Sv. Augustin, olej na plátně, Národní galerie v Praze
- 90. léta 17. stol.: Sv. Řehoř, olej na plátně, Galerie moderního umění Roudnice nad Labem
- 1697: Panna Marie Karlovská, olej na plátně, boční oltář kostela sv. Apolináře v Praze (původně pro kostel na Karlově)[2]
- 1697: Salvator Lateránský, olej na plátně, boční oltář kostela Nanebevzetí Panny Marie a Karla Velikého v Praze na Karlově
- Asi 1697: Ukřižovaný Kristus s dušemi v očistci, olej na plátně, boční oltář kostela Nanebevzetí Panny Marie v Tachově
- 1697?: Nejsvětější Trojice, olej na plátně, nástavec bočního oltáře v kostele Nanebevzetí Panny Marie v Tachově
- 1698: Křest Kristův, olej na plátně, sbírka Pražského hradu
- 1698: Sv. Jindřich a Kunhuta, olej na plátně, hlavní oltář kostela sv. Jindřicha v Praze na Novém Městě
- Konec 17. stol.: Sv. Josef s Ježíškem, olej na plátně, kostel sv. Jindřicha v Praze na Novém Městě
- Konec 17. stol.: Navštívení Panny Marie, olej na plátně, kostel sv. Jindřicha v Praze na Novém Městě
- Konec 17. sto.: Sv. Cecílie, olej na plátně, dříve v kostele sv. Jindřicha v Praze na Novém Městě, dnes nezvěstný
- 1698: Sv. Kosma a Damian, olej na plátně, Rektorát Univerzity Karlovy, Karolinum, Praha
- 1698: Sv. František Xaverský křtí orientálního panovníka, olej na plátně, oltář sv. Františka Xaverského v kostele sv. Barbory v Kutné Hoře
- 1698: Smrt sv. Františka Xaverského, olej na plátně, nástavec oltáře sv. Františka Xaverského v kostele sv. Barbory v Kutné Hoře
- 1698: Přijetí sv. Františka Xaverského do nebe, olej na plátně, nástavec oltáře sv. Františka Xaverského v kostele sv. Barbory v Kutné Hoře
- 1698: Sv. František Borgiáš, olej na plátně, Okresní muzeum v Kutné Hoře
- 1698?: Stětí sv. Jana Křtitele, olej na plátně, nástavec oltáře sv. Blažeje v ochozu někdejšího jezuitského kostela sv. Barbory v Kutné Hoře
- Před rokem 1699: Sv. Jan Nepomucký, olej na plátně, boční oltář severní lodi kostela sv. Štěpána v Praze na Novém Městě

### Po roce 1700
- Kolem roku 1700: Sv. Jan Nepomucký, olej na plátně, Arcibiskupský palác, Praha
- Kolem roku 1700: Sv. Jan Nepomucký, olej na plátně, kostel Nanebevzetí Panny Marie v Brně
- Kolem roku 1700: Sv. Jan Nepomucký, olej na plátně, kostel sv. Petra a Pavla v Brně
- Kolem roku 1700: Sv. Jan Nepomucký, olej na plátně, klášter křižovníků s červenou hvězdou v Praze u kostela sv. Františka
- Kolem roku 1700: Sv. Barbora, olej na plátně, klášter křižovníků s červenou hvězdou v Praze u kostela sv. Františka
- Konec 17. – počátek 18. stol.: Sv. Václav, olej na plátně, sakristie katedrály sv. Víta v Praze
- Konec 17. – počátek 18. stol.: Sv. Ludmila, olej na plátně, sakristie katedrály sv. Víta v Praze
- Konec 17. – počátek 18. stol.: Sv. Ludmila, olej na plátně, sbírky Pražského hradu
- Přelom 17. a 18. stol.: Ježíšek s monogramem IHS, olej na plátně, původně kostel sv. Klimenta v Praze, dnes nezvěstný
- Přelom 17. a 18. stol.: Sv. Rodina, olej na plátně, dnes nezvěstný
- Asi počátek 18. stol.: Sv. Josef s Ježíškem, olej na plátně, boční oltář kostela sv. Ducha v Praze
- Kolem roku 1700: Sv. Antonín Paduánský, olej na plátně, boční oltář kostela Neposkvrněného početí Panny Marie a Sv. Ignáce v Klatovech
- Počátek 18. stol.: Sv. František Xaverský křtí indického prince, olej na plátně, klášter premonstrátů v Praze na Strahově
- Počátek 18. stol.: Sv. Norbert, olej na plátně, klášter premonstrátů v Praze na Strahově
- Kolem roku 1700: Navštívení Panny Marie, olej na plátně, boční oltář kostela Nanebevzetí Panny Marie v Kladsku
- Kolem roku 1700: Holubice Ducha svatého, olej na plátně, nástavec oltáře Navštívení Panny Marie v kostele Nanebevzetí Panny Marie v Kladsku
- Kolem roku 1700: Sv. Barbora, olej na plátně, boční oltář sv. Barbory kostela Nanebevzetí Panny Marie v Kladsku
- Kolem roku 1700: Světice, olej na plátně, nástavec oltáře sv. Barbory kostela Nanebevzetí Panny Marie v Kladsku
- 1702: Příbuzenstvo a vyznavači Kristovi, olej na plátně, boční oltář minoritského kostela sv. Jakuba v Praze na Starém Městě
- 1702: Adorace Nejsvětější svátosti, boční oltář kostela Narození Panny Marie v Radonicích[3]
- 1702: Sv. Augustin myje poutníkovi nohy a poznává v něm Krista, olej na plátně, klášter křižovníků s červenou hvězdou v Praze
- Po roce 1700: Zbičovaný Kristus mezi dvěma anděly (Ecce homo), olej na plátně, klášter křižovníků s červenou hvězdou v Praze
- Po roce 1702: Nanebevzetí Panny Marie, olej na plátně, hlavní oltář křižovnického kostela Nanebevzetí Panny Marie v Chlumu Sv. Máří
- Těsně po roce 1707: Jiří Ignác Pospíchal, olej na plátně, klášter křižovníků s červenou hvězdou v Praze
- Těsně po roce 1707: Antonín Brus, olej na plátně, klášter křižovníků s červenou hvězdou v Praze
- Těsně po roce 1707: Martin Medek, olej na plátně, klášter křižovníků s červenou hvězdou v Praze
- Těsně po roce 1707: Zbyněk Berka z Dubé a Lípy, olej na plátně, klášter křižovníků s červenou hvězdou v Praze
- Těsně po roce 1707: Karel z Lamberka, olej na plátně, klášter křižovníků s červenou hvězdou v Praze
- Těsně po roce 1707: Jan Lohelius, olej na plátně, klášter křižovníků s červenou hvězdou v Praze
- Těsně po roce 1707: Arnošt Harrach, olej na plátně, klášter křižovníků s červenou hvězdou v Praze
- Těsně po roce 1707: Jan Vilém Libštejnský z Kolowrat, olej na plátně, klášter křižovníků s červenou hvězdou v Praze
- Těsně po roce 1707: Jan Bedřich z Valdštejna, olej na plátně, klášter křižovníků s červenou hvězdou v Praze
- Těsně po roce 1707: Jan František Franchimont z Frankenfeldu, olej na plátně, klášter křižovníků s červenou hvězdou v Praze
- 1704: Sv. Augustin myje neznámému poutníkovi nohy a poznává v něm Krista, olej na plátně, kostel sv. Václava v Bělé pod Bezdězem[4]
- 1702–1705: Sv. Augustin s Nejsvětější Trojicí, olej na plátně, Podbezdězské muzeum v Bělé pod Bezdězem
- 1702–1705: Sv. Anna a Panna Marie s Ježíškem, olej na plátně, kostel sv. Václava v Bělé pod Bezdězem
- 1704: Zasnoubení Panny Marie, olej na plátně, kostel sv. Vavřince v Dlouhém Mostě u Liberce
- 1702–1705: Sv. Anna a Panna Marie s Ježíškem, olej na plátně, boční oltář kostela Všech svatých v České Lípě
- 1702–1705: Zasnoubení sv. Kateřiny, olej na plátně, kostel Nalezení sv. Kříže ve Frýdlantu
- 1705–1706: Sv. Barbora, olej na plátně, boční oltář kostela Panny Marie v Chlumku u Luže
- 1706: Sv. Apolonie, olej na plátně, boční oltář kostela Panny Marie v Chlumku u Luže
- 1705–1706: Sv. Ignác z Loyoly, olej na plátně, boční oltář kostela Panny Marie v Chlumku u Luže
- 1705–1706: Sv. František Xaverský, olej na plátně, boční oltář kostela Panny Marie v Chlumku u Luže
- 1705–1706: Sv. Anna s Jáchymem a Pannou Marií, olej na plátně, boční oltář kostela Panny Marie v Chlumku u Luže
- 1705: Sv. Jan Nepomucký, olej na plátně, boční oltář kostela Panny Marie v Chlumku u Luže
- 1705–1706: Panna Marie Bolestná, olej na plátně, kostel Panny Marie v Chlumku u Luže
- Kolem roku 1705: Sv. Jan Nepomucký, olej na plátně, Národní galerie v Praze
- 1705–1710: Sv. Josef s Ježíškem, olej na plátně, oltář kostela Korunování Panny Marie v Žatci
- 1705–1710: Sv. Jáchym, olej na plátně, oltář kostela Korunování Panny Marie v Žatci
- 1705–1710: Sv. Anna, olej na plátně, oltář kostela Korunování Panny Marie v Žatci
- 1705–1710: Bůh Otec, olej na plátně, nástavec oltáře kostela Korunování Panny Marie v Žatci
- 2. pol. 1. desetiletí 18. stol.: Sv. Josef s Ježíškem, olej na plátně, dříve v kostele sv. Ignáce v Chomutově, dnes nezvěstný
- 1708: Sv. Mikuláš, olej na plátně, hlavní oltář kostela sv. Mikuláše v Šitboři
- 1708: Panna Marie a sv. Anna s Ježíškem, Duchem svatým a Bohem Otcem, olej na plátně, boční oltář v kostele Nanebevzetí Panny Marie a Karla Velikého v Praze na Karlově
- 1708: Panna Marie kojící Ježíška, olej na plátně, dříve v kostele Nanebevzetí Panny Marie a Karla Velikého v Praze na Karlově, dnes nezvěstný
- 1708: Sv. Anna, příbuzenstvo a vyznavači Kristovi, olej na plátně, hlavní oltář kostela sv. Anny v Tuřanech
- 1708: Sv. Ignác z Loyoly, olej na plátně, Arcibiskupství pražské
- 1707: Sv. František Xaverský, olej na plátně, Arcibiskupství pražské
- 1712: Nejsvětější Trojice, olej na plátně, hlavní oltář kostela Nejsvětější Trojice v Chýnově
- 1712: Sv. Arnošt, olej na plátně, nástavec hlavního oltáře kostela Nejsvětější Trojice v Chýnově
- 1712: Sv. Ignác s Nejsvětější Trojicí, olej na plátně, boční oltář kostela Bolestné Matky Boží v Bohosudově
- 1712: Sv. František Borgiáš, olej na plátně, nástavec bočního oltáře kostela Bolestné Matky Boží v Bohosudově

## Galerie

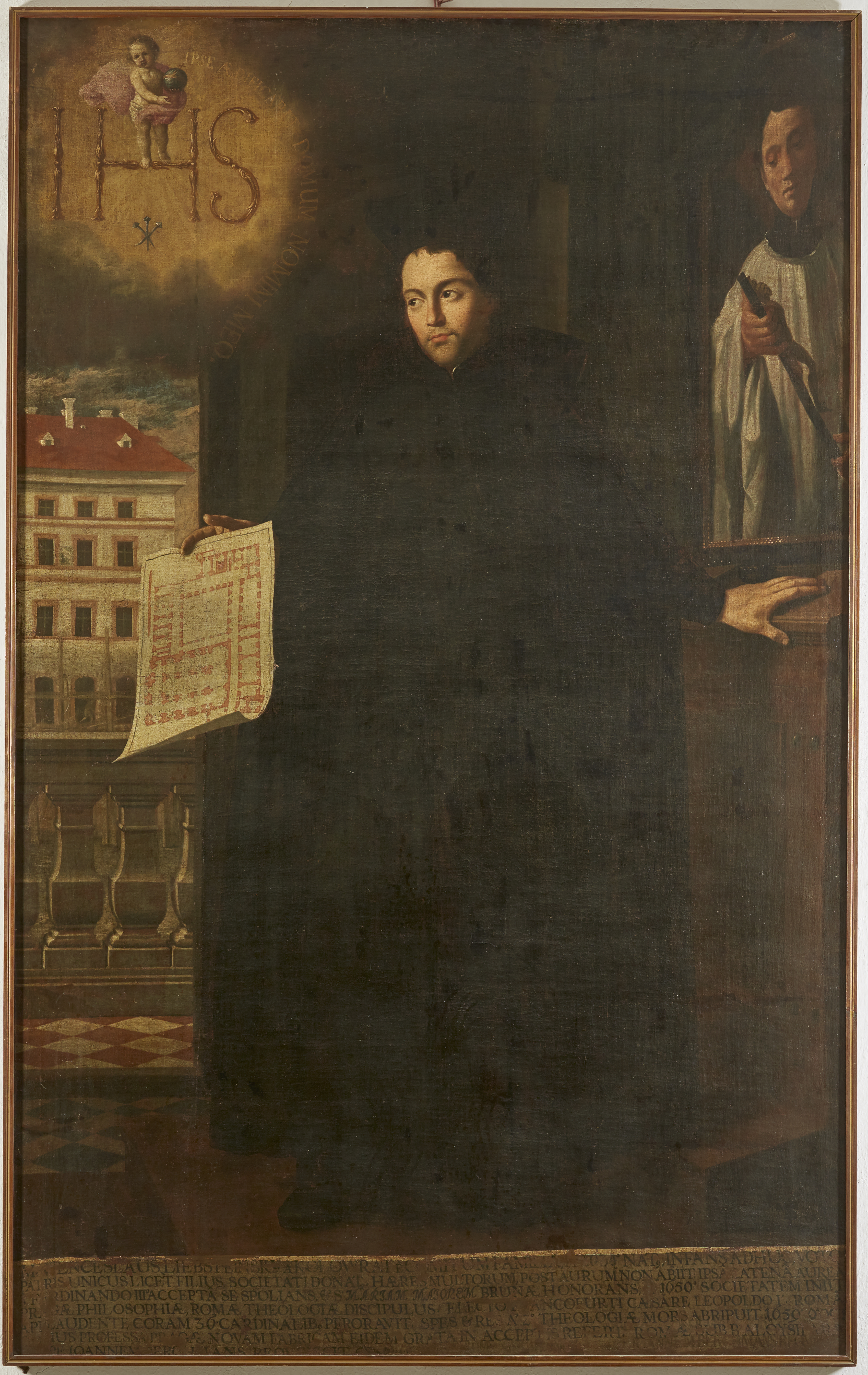
Václav František Libštejnský z Kolowrat
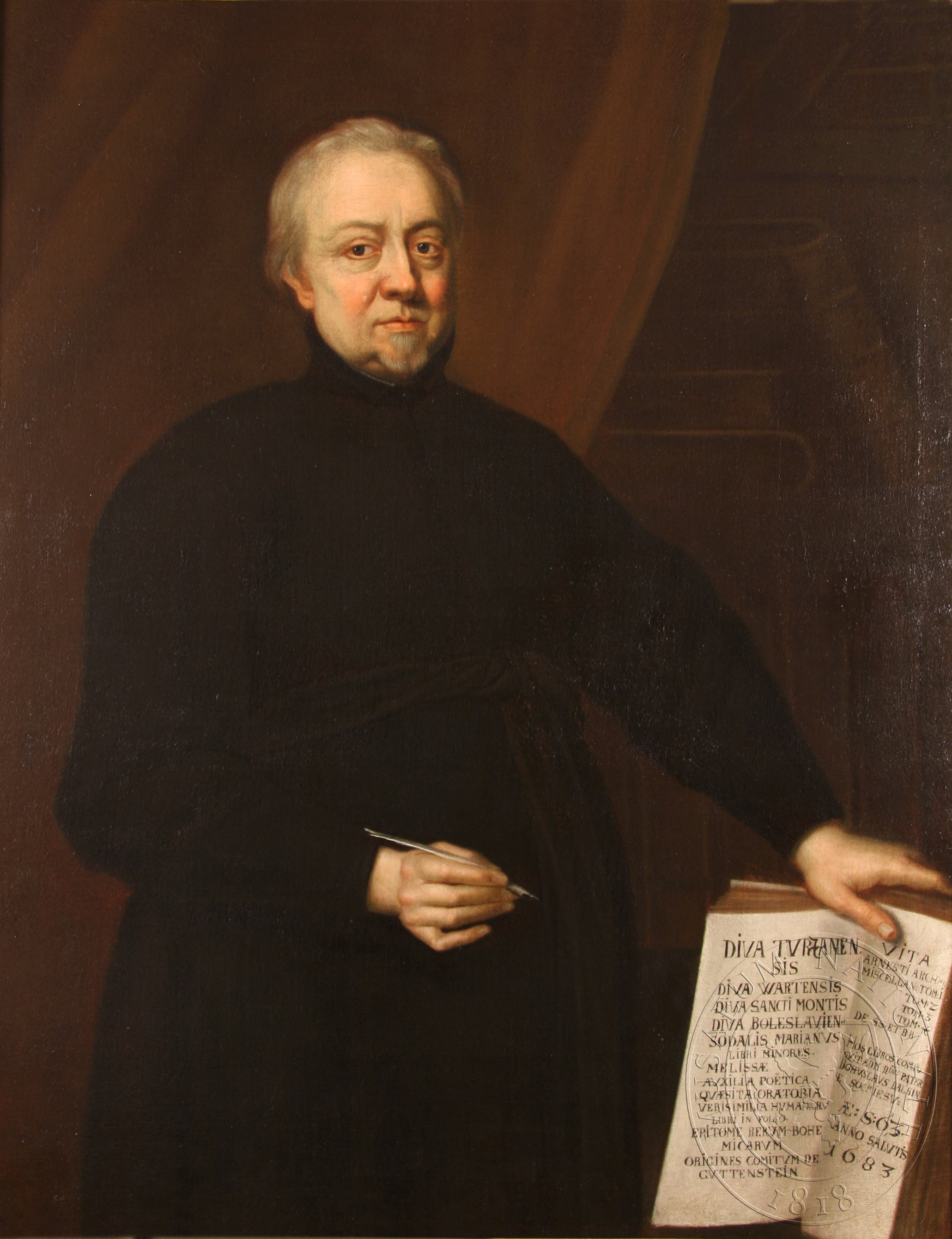
Bohuslav Balbín
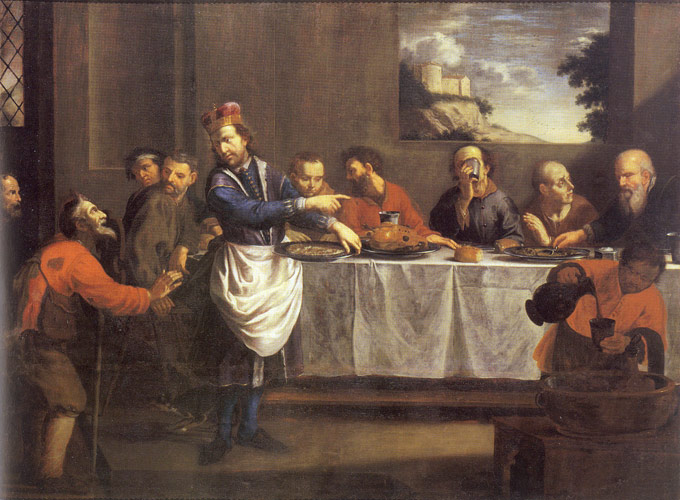
Svatý Václav přisluhuje u stolu chudým
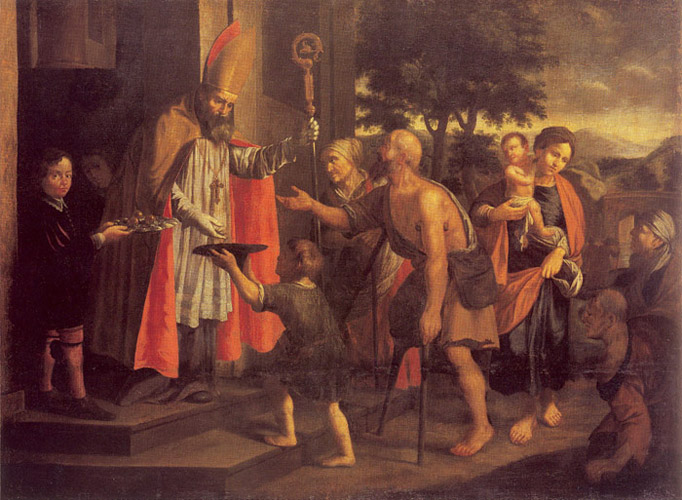
Svatý Mikuláš uděluje almužny
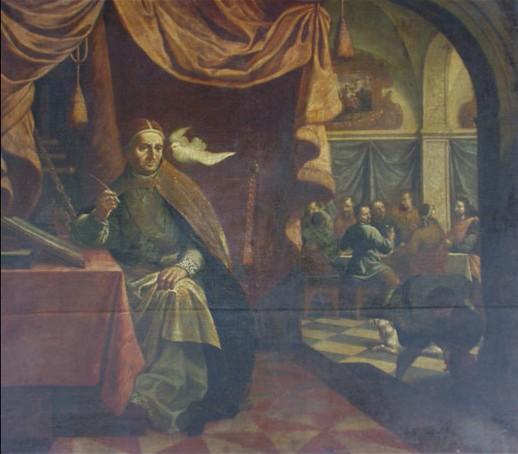
Svatý otec Řehoř
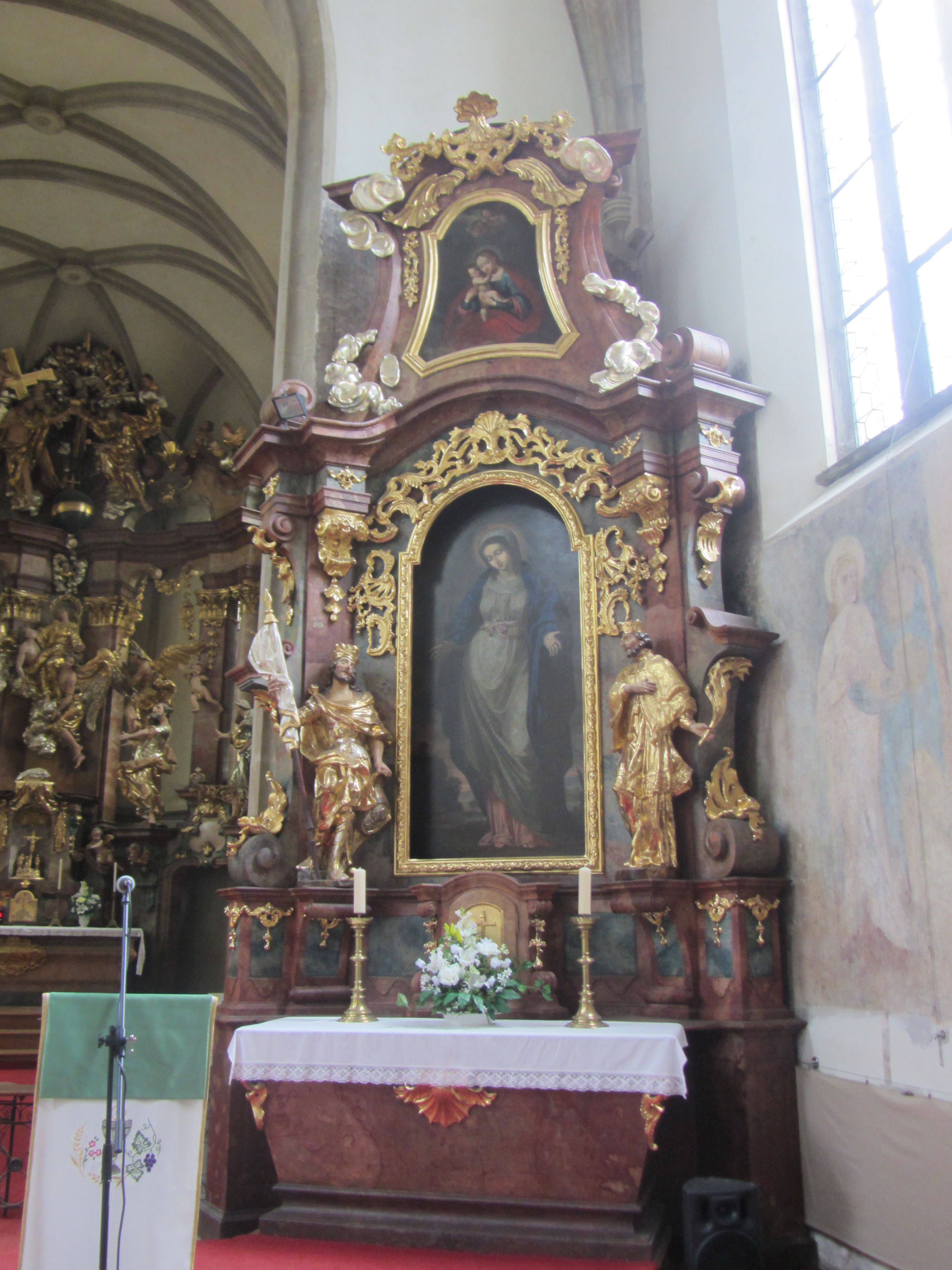
Panna Marie Karlovská, kostel sv. Apolináře
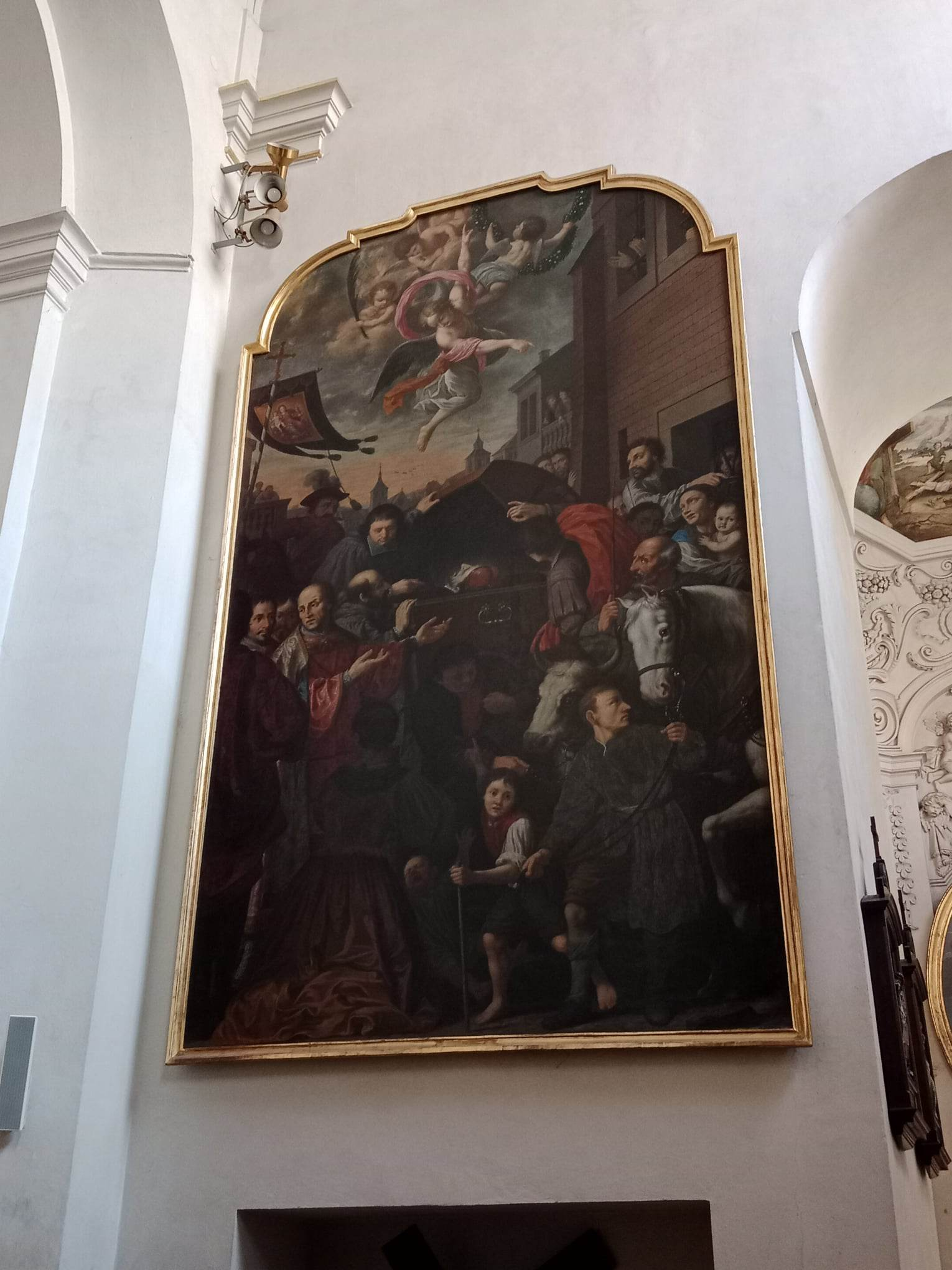
Převezení těla sv. Václava z Boleslavi do Prahy, kostel sv. Ignáce